# Гней Помпей Магн (городской префект)
Википедии есть статья о более известном римском политике и полководце, первым получившим это имя Гней Помпей Магн
Гней Помпей Магн (лат. Gnaeus Pompeius Magnus), (ок. 23 — 47) — зять императора Клавдия, городской префект (лат. praefectus urbi) 42 года, квестор при Клавдии во время британского похода 43 года, принёсший в Рим весть о завоевании Британии.

## Происхождение
Родился ок. 23 года в патрицианской семье Марка Лициния Красса Фруги, консула 27 года, военачальника и триумфатора, и Скрибонии Либоны.
Дед Гнея Помпея был сыном Марка Красса Фруги, усыновлённым консулом 30 до н. э. Марком Крассом в патрицианский род Лициниев Крассов.
Его мать, Скрибония Либона, была дочерью консула 16 года Луция Скрибония Либона, по женской линии была прямым потомком (праправнучкой) Помпея Великого, в честь которого и был назван первенец пары. Также была дальней родственницей Скрибонии, второй жены Октавиана.
Всего в семье было шестеро детей.

## Жизнеописание
Калигула, придя к власти, подверг Красса Фруги и его сына, Помпея, немилости. Скорее всего, он опасался знатного происхождения обоих. Красс Фруги был отстранён от политических должностей, а Помпею было запрещено использовать когномен Магн. Более того, одно время Калигула собирался предать его казни, однако пощадил.
После прихода к власти Клавдий окружил семью Красса всякими почестями, назначил в 41 году Марка Лициния легатом пропретором Мавретании, Помпею разрешил использовать отобранный Калигулой когномен и, в том же 41 году, выдал за него свою дочь, Клавдию Антонию.
В 42 году Помпей Магн исполнял обязанности городского претора и руководил Латинскими торжествами. Тогда же получил от Сената право занимать должности на 5 лет раньше ценза и занял должность понтифика.
В 43 году, вместе с отцом, принимал участие в британском походе Клавдия, в должности квестора. Был отправлен Клавдием в Рим, с вестью о победе и обращении Британии в провинцию. В том же году его отец был удостоен триумфа (второго) за военные отличия в Британии, а на следующий год сам участвовал в триумфе Клавдия.
В 47 году стал жертвой интриг Мессалины, опасавшейся, что Клавдий может расценивать Помпея как одного из возможных наследников, в альтернативу её сыну, Британику. По навету Мессалины Лициний Красс Фруги, Скрибония и Помпей Магн были казнены — она обвинила их в заговоре и Клавдий поверил ей.
Сохранилась надгробная плита с места захоронения Помпея Магна. Надпись на ней гласит:

Cn Pomp Crassi f Men Magnus pontif quaest Ti Claudi Caesaris Aug Germanici soceri sui

Перевод: Гней Помпей Магн, сын Красса, Менениевой (трибы), понтифик, квестор Тиберия Клавдия Цезаря Августа Германика, своего тестя